# Metopiora sanguinata
Metopiora sanguinata là một loài bướm đêm trong họ Noctuidae.